# Samułki Duże

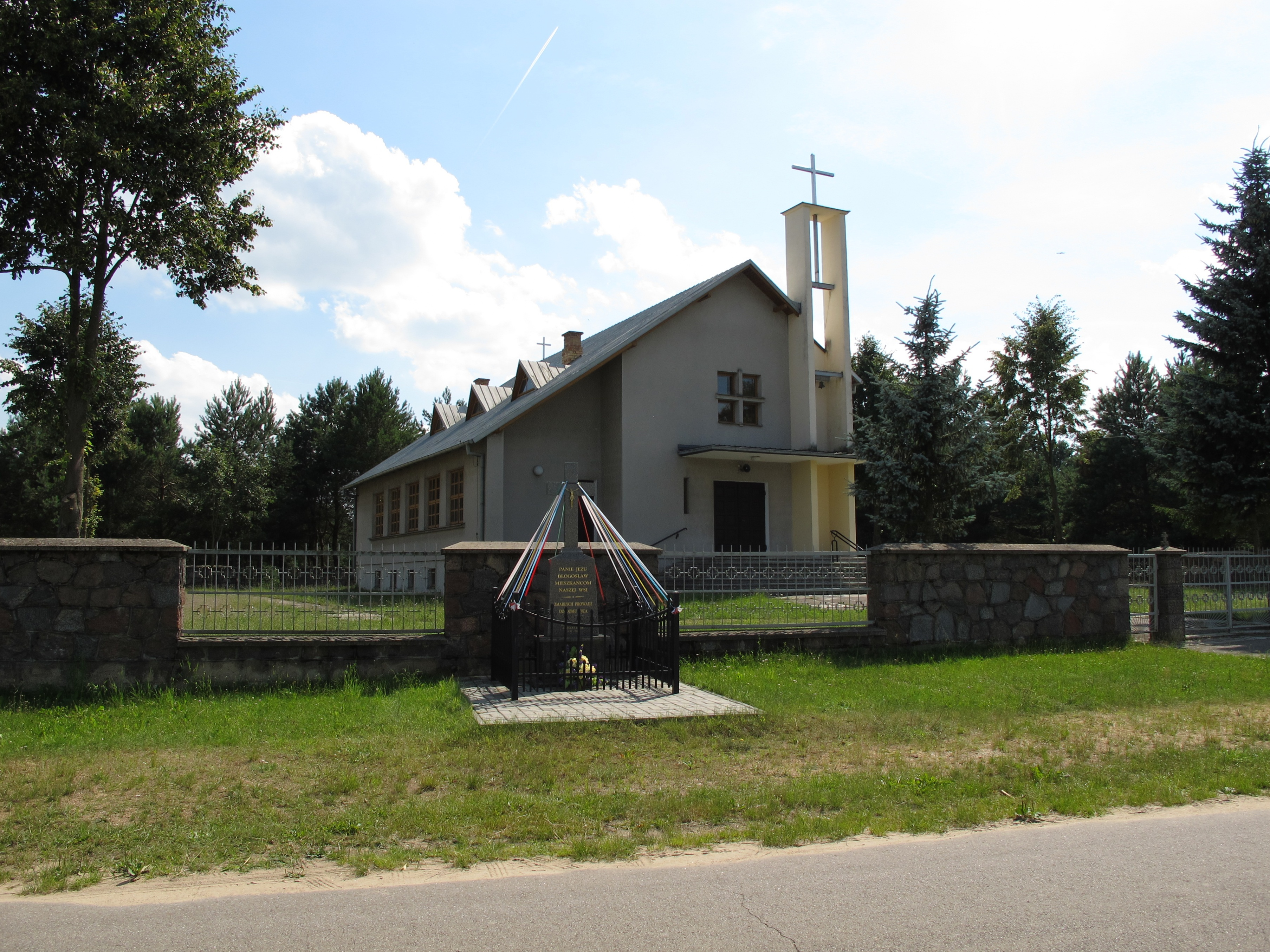
Kapel in Samułki Duże

Samułki Duże is een plaats in het Poolse district  Bielski (Podlachië), woiwodschap Podlachië. De plaats maakt deel uit van de gemeente Wyszki en telt 152 inwoners.